# Alte Brauerei Stegen

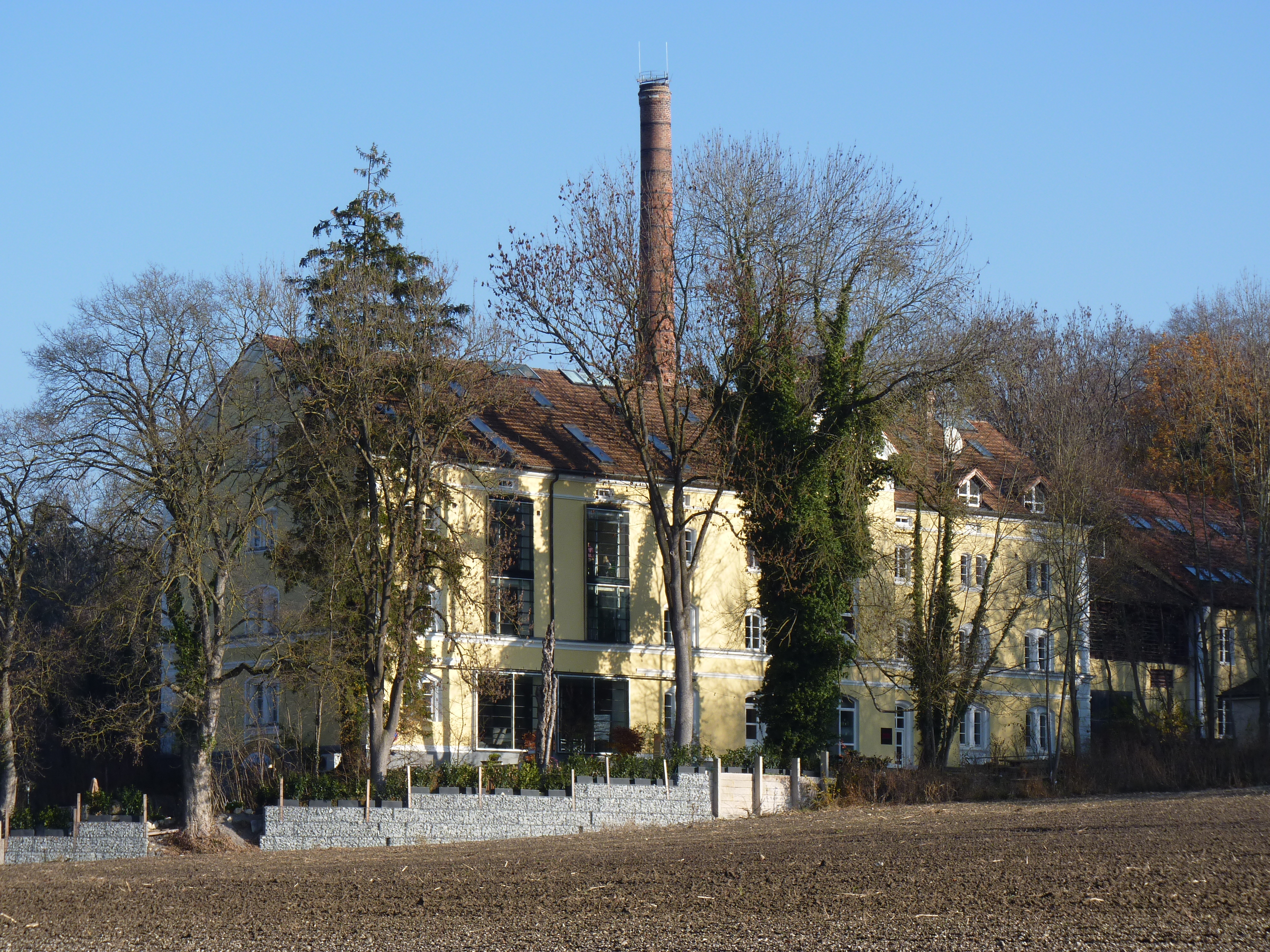
Alte Brauerei Stegen von Südwesten (2018)

Die Alte Brauerei Stegen ist ein Gebäudekomplex einer ehemaligen Brauerei am Fuß des Stegener Hügels nahe dem Nordufers des Ammersees. Die Brauerei wurde 1892 von Ottmar Schreyegg erbaut, bis 1972 wurde dort Bier gebraut. Nachdem das Gebäude etwa 20 Jahre dem Verfall preisgegeben war, wurde es im März 1993 vom Starnberger Rechtsanwalt Paul Schneider erworben. Dieser führte eine aufwändige Sanierung durch, wobei der ursprüngliche Charakter möglichst originalgetreu erhalten werden sollte. Heute ist die die Alte Brauerei Stegen Gaststätte und Kulturzentrum. Es beherbergt zwei Restaurants, ein Programmkino, ein Film- und ein Tonstudio, eine Konzertbühne und weitere Veranstaltungsräume. Weiterhin gibt es Büro- und private Wohnräume.

## Geschichte
Braumeister Ottmar Schreyegg machte sich in Stegen 1879 selbstständig, nachdem er die Wirtstochter Viktoria Winkler geheiratet hatte. Zwei Jahre zuvor war er wegen Bierpanscherei verurteilt worden, wodurch er seine Anstellung bei  der Brauerei des Grafen Toerring in Seefeld verloren hatte. Zunächst braute er sein Bier im nach ihm benannten Wirtshaus in Stegen. Nicht zuletzt die Eröffnung der Amperschifffahrt brachte viele Gäste, die das dort gebraute Bier sehr schätzten. Deshalb baute er 1892 am Fuß des Stegener Hügels eine neue, großzügigere „Brauerei und Mälzeranlage für eine jährliche Produktion von 6000 Hektolitern Darmmalz“.
Nach dem Tod Ottmar Schreyeggs blieb die Brauerei im Besitz der Familie. Aufgrund der Inflation kam 1923 das Ende der Privatbrauerei. Der Betrieb wurde fortan an die Hacker-Brauerei verpachtet, die noch einige Jahre in Stegen Bier braute, später das Bauwerk aber nur noch als Depot nutzte.
1974 gab es Pläne, die Brauerei abzureißen und im Landschaftsschutzgebiet einen Hotelkomplex mit 200 Betten zu errichten. Nach heftigen kommunalpolitischen Auseinandersetzungen wurden lediglich 150 Betten genehmigt, wodurch das Projekt nicht mehr wirtschaftlich schien und verworfen wurde. In den folgenden Jahren verfiel die Brauerei weiter und wurde von der Tierwelt in Besitz genommen, beispielsweise fanden Fledermäuse aufgrund der Löcher des Dachs in der Darre ideale Bedingungen vor. Nachdem der  Ostteil der Brauerei abgebrannt war, wurde das Gebäude Anfang der 1990er-Jahre nicht mehr für sanierungsfähig gehalten.
Im März 1993 erwarb Paul Schneider die Immobilie. Er setzte sich das Ziel, das Gebäude möglichst authentisch wiederherzustellen. Dafür heuerte er in England und Irland kleine Firmen an, weil die Briten nach seiner Überzeugung am besten mit Ziegeln umgehen können. Ein Drittel der Dachziegel fehlten, und ihm war wichtig, sie entsprechend den erhaltenen zu ersetzen. Es handelte sich um Ludowici-Ziegel, die er auf verfallenen Scheunen der Umgebung finden und mit Einverständnis der Besitzer verwenden konnte.

## Baubeschreibung
Die Außenansicht des Gebäudes wird bestimmt durch den 40 Meter hohen Schornstein, den schlanken Westgiebel, den gelben Putz aus frisch gelöschtem Sinterkalk, die Simse und Lisenen und vor allem durch die ursprünglich 68 Rundbogenfenster, von denen fast alle noch erhalten sind.
Die Außenmauern sind 110 Zentimeter dick und besitzen in der Mitte einen durchgehenden Hohlraum, dem unterhalb dem Beginn des Daches über Lüftungsschächte Luft zugeführt wird. Dieser Hohlraum dient der Schall- und Wärmedämmung.
Auch nach der Renovierung besitzt das Gebäude viele Hohlräume und Nischen, so dass sich eine Dohlenkolonie ansiedeln konnte, die etwa 15 Brutpaare umfasst.